# Hermann von Tournai
Herrman von Tournai (lat. Herimannus Tornacensis) (* um 1095 in Tournai; † nach 1147 in Palästina) war ein Benediktinermönch, Chronist, Verfasser historischer Traktate über Heiligenleben und Abt der Abtei Saint-Martin von Tournai.

## Leben
Hermann von Tournai, der im Oktober des Jahres 1119 als Diakon am Konzil zu Reims teilgenommen hatte, war ein Schüler des heiligen Odo von Cambrai (Odo von Tournai) und Bischof von Cambrai. Seinem Vorbild als Lehrer folgend, beschrieb Hermann zu Beginn seiner Arbeit, dass Odo im Jahre 1092 die treibende Kraft bei der Neugründung einer vernachlässigten und unscheinbaren Kirche war, die dem heiligen Martin von Tours gewidmet war. Hermanns Restauratio wurde von Lynn Harry Nelson bearbeitet und mit dem Titel The restoration of the Monastery of Saint Martin of Tournai mit ausführlichen Erläuterungen erstmals ins Englische übersetzt.
In der Abtei Saint-Martin in Tournai wirkte Hermann als Chronist, und vielen der mit der Abtei verbundenen Einzelberichte zufolge war er ein Sozialhistoriker, der die Welt aus seiner eigenen Perspektive zu betrachten pflegte. In dieser Abtei wurde Hermann von Tournai im Jahre 1127 zum dritten Abt gewählt. 1136 wurde er jedoch von einem Kontingent innerhalb der Mönchsgemeinschaft aus der Abtei vertrieben mit der Begründung, dass er bei der Durchsetzung der Regula Benedicti nachgelassen habe. Die so gewonnene freie Zeit während eines Aufenthaltes in Rom nutzte er, um sein Buch Restauratio sancti Martini Tornacensis zu schreiben, das etwa fünfzig Jahre nach einer lokalen Pestepidemie von 1090 in lateinischer Sprache verfasst wurde.
Nach seiner Vertreibung aus Tournai verbrachte Hermann einige Zeit in Laon, wo er sich dem Kreis um Bischof Bartholomäus de Jur (um 1080–1158) anschloss. Hier wurde Hermann von Bartholomäus nach Spanien gesandt, um die sterblichen Überreste des Märtyrers Vinzenz von Valencia, auch Vinzenz von Saragossa genannt, zu bergen, die Alfons I König von Aragón, Bartholomäus’ Verwandter, Laon versprochen hatte.
Obwohl die Reliquien nicht zur Verfügung standen, erhielt Hermann die Möglichkeit, einige spanische Werke über Maria von Ildefons von Toledo zu kopieren, denen er einen Bericht über das Bauprogramm von Bartholomäus in Laon und sein eigenes Wunderbuch De miraculis beatae Mariae Laudunensis (Die Wunder der heiligen Maria von Laon) beifügte. Das Werk verband eine Wiederbelebung des geistlichen Lebens von Laon unter seinem Bischof Bartholomäus mit der Besonderheit der lokalen Marienerscheinungen und ihrer Reliquien, die in Mittelfrankreich und England besichtigt werden konnten, um Geld für den Wiederaufbau der Kathedrale von Laon (Notre-Dame de Laon) zu sammeln, die kürzlich durch ein Feuer zerstört worden war. Er schrieb den Bericht in den 1140er Jahren als Pseudepigraphie wie von einem Kanoniker des Doms: In seiner Ansprache an Bartholomäus behauptete er: “Ich zögerte, meinen geringen Namen unter sie zu setzen, also habe ich die “Wunder” unter einem Vorwand mit dem Namen des Domherrn der Kirche gewaschen”.
Hermann von Tournai war durch seine späteren Reisen zum Heiligen Stuhl nach Rom nach der erfolgten Abtrennung des Bistums Noyon an der Gründung der Diözese Tournai (1146) beteiligt, während gleichzeitig die Kathedrale Notre-Dame de Tournai neu errichtet wurde.